# Суворовская (Ставропольский край)
Суво́ровская — станица в Предгорном районе (муниципальном округе) Ставропольского края России.

## География
Расстояние до краевого центра: 110 км.
Расстояние до районного центра: 27 км.

## История

### XIX век
Станица была основана в 1825 году казаками Хопёрского казачьего полка, переселёнными из Ставропольской крепости, на месте выселенного абазинского аула Джантемировых.
В 1835 году переименована в станицу Суворовскую.
В 1832 году Хопёрский казачий полк вошёл в состав вновь образованного Кавказского линейного казачьего войска.
В 1847 году Кавказская область переименована в Ставропольскую губернию. Станица Суворовская Баталпашинского уезда Кубанской области.
В 1860 году станица Суворовская в связи с расформированием Кавказского линейного казачьего войска отошла к вновь образованному Кубанскому казачьему войску.
С момента основания станица служила санитарным пропускником (её поначалу называли Карантинной). Здесь протекают реки Кума, Дарья, Тамлык, Гаркуша. В окрестностях имеются залежи термальных вод.
Неподалёку от станицы сохранились остатки укреплённого лагеря, в котором в своё время останавливался А. В. Суворов. Казаки из рассказов стариков хорошо знали о победах генералиссимуса. По желанию станичников 24 июня 1835 года командир Кавказского корпуса генерал-адъютант барон Розен отправил в Санкт-Петербург рапорт с просьбой о переименовании станицы. Высочайшее разрешение было дано. В старинном документе сказано: «Государь Император по всеподданнейшему докладу повелеть изволили: Карантинную станицу Хопёрского казачьего полка, близ которого находится возвышение, называемое „Суворов курган“, получившее название расположения на оном лагере покойного генерал-фельдмаршала Италийского, графа Суворова-Рымникского, назвать Суворовской в память о пребывании сего полководца на Кавказской линии». И с 20 августа 1835 г. станица носит имя великого полководца.
Со временем вокруг Суворовской появилось много хуторов. Казаки служили в конвое Его Императорского Величества. Например, И. Г. Свидин состоял в конвое трёх царей, и на его погонах было три вензеля. За долгую службу суворовца пожаловали в дворяне. Местные казаки охраняли Николая II и царевича Алексея.
Станичники издавна занимались хлебопашеством, скотоводством, садоводством и огородничеством. Здешние овощи и плоды охотно покупали на базарах Армавира и Ставрополя.
В конце XIX века «Суворовская — станица Кубанской обл., Баталпашинского отд. Жит. 6500, церковь, 2 школы, торгово-промышл. зав. 15, фабрик и зав. 2.»

### XX век
В 1902 году на месте сгоревшего деревянного храма казаки построили кирпичный пятиглавый собор в честь иконы Казанской Божьей Матери
Революция 1917 года многое изменила в жизни станицы. Уже в декабре здесь организовалось революционное ядро из фронтовиков. Однако зажиточные казаки не хотели признавать новую власть, многие из них пошли в отряд Шкуро.
Весной 1918 г. сторонники Советской власти объединились в отряд, в котором около пятисот станичников защищали власть народа в боях под Екатеринодаром, затем на территории Кавказских Минеральных Вод, воевали в составе 11-й армии. Командир отряда Михаил Ильин, проявивший себя храбрым воином, твёрдым защитником интересов и власти народа, в разгар гражданской войны на Северном Кавказе был назначен командующим войсками Пятигорского округа, возглавлял боевые действия на Георгиевском участке, затем против отряда Шкуро в районе Бекешевской и Боргустанской. В октябре 1918 г. М. Г. Ильин, ставший одним из известных на Кавказе красных командиров, скончался от смертельной раны, полученной в бою.
После поражения белых в гражданской войне многие суворовцы ушли в отряды «бело-зелёных», некоторые эмигрировали за границу. Оставшиеся белоказаки были отправлены в ссылку в Среднюю Азию.
К середине 20-х гг. было покончено с вылазками остатков «бело-зелёных». В 1925 году в станице были созданы 3 ТОЗа. В 1929 году организовали колхоз им. Сталина. С середины 1930-х годов колхозные поля стали обрабатываться тракторами и техникой, созданной в Суворовской МТС. До Великой Отечественной войны население было 22 тысячи человек.
В 1924 году станица Суворовская стала центром Суворовского района, существовавшего в 1924—1928, 1934—1957 годах.
По данным Всесоюзной переписи 1926 года в станице значилось 2297 дворов с 10344 жителями (4784 мужчины и 5560 женщин); среди местного населения преобладали великороссы:4—5.
В начале Великой Отечественной войны тысячи станичников были призваны в действующую армию, многие сотни суворовцев стали бойцами и командирами сформированной в Ставрополе 53-й кавалерийской дивизии. Казаки храбро воевали под Москвой, на Брянском и Белорусском фронтах. Тысячи фронтовиков удостоены боевых наград. За форсирование р. Одер и оборону Кюстринского плацдарма Золотой Звездой Героя Советского Союза награждён П. С. Литвиненко. 12 станичников удостоены ордена Славы. В числе героев Великой Отечественной имена храброго разведчика Николая Бербенцова, отмеченного многими боевыми наградами, Ю. Ф. Чинарева — кавалера 3-х орденов Красной Звезды, встретившего войну на западных границах и сражавшегося с фашистами (после выхода из окружения) в партизанском соединении А. П. Сабурова.
В послевоенное время станичники сравнительно быстро возродили общественное хозяйство, справились со многими трудностями, залечили раны войны. К середине 50-х гг. был превзойдён довоенный уровень производства зерна, сельхозпродукции. Достижения колхоза отмечены награждением передо- виков производства — комбайнёр местной МТС А. П. Жуков стал первым в станице Героем Социалистического Труда.
20 июня 1957 года был упразднён Суворовский район с передачей территории Ессентукскому и Минераловодскому районам.
В 60-е гг. местный колхоз «Гигант» развился в многоотраслевое хозяйство, окреп экономически. Он располагал 28 тыс. га земли, имел 200 тракторов, 130 автомашин, крупные животноводческие фермы — МТФ, ОТФ, СТФ, на них работало свыше 500 электромоторов.
В течение десятилетия производство зерна в хозяйстве возросло в 2 раза, намного увеличились поставки государству продукции животноводства. Денежный доход колхоза в 1968 году превысил 5,1 млн руб., оплата труда колхозников возросла (за 10 лет) в 2,5 раза. В станице интенсивно велось культурно-бытовое строительство.
В 1970 году «Гигант» был разделён на 2 хозяйства: колхозы им. Ворошилова и им. Ильина. Они в основном сохранили прежний уровень производства, а по некоторым видам продукции достигли более высоких показателей — с превышением были выполнены задания 8-й пятилетки по зерну, картофелю и шерсти. Успехи колхоза им. Ильина были отмечены в 1984 году награждением орденами его председателя А. С. Шевченко и передовиков производства. Широкую известность приобрёл опытный организатор производства начальник участка И. А. Жуков, удостоенный звания Героя Социалистического Труда.
В период реформ 90-х гг. были изменены статус колхозов и формы хозяйствования, колхозы преобразованы в СПК им. Ворошилова и им. Ильина.
Суворовская — одна из самых крупных и благоустроенных станиц в крае. Многие годы она была центром Суворовского района.
До 16 марта 2020 года станица была административным центром упразднённого Суворовского сельсовета.

## Население
| 1829    | 1844    | 1855    | 1858    | 1861    | 1867  | 1870    | 1874    | 1882    |
| ------- | ------- | ------- | ------- | ------- | ----- | ------- | ------- | ------- |
| 2045    | ↗2756   | ↗3340   | ↘2827   | ↗3208   | ↘2976 | ↗3087   | ↗3681   | ↘3664   |
| 1896    | 1897    | 1913    | 1915    | 1926    | 1939  | 1979    | 1989    | 2002    |
| ↗5374   | ↗7249   | ↗10 307 | ↗10 873 | ↘10 344 | ↘8052 | ↗12 582 | ↗14 172 | ↗16 956 |
| 2010    | 2014    | 2021    |         |         |       |         |         |         |
| ↗17 585 | ↗17 700 | ↗19 378 |         |         |       |         |         |         |

Гендерный состав
По итогам переписи населения 2010 года проживали 8317 мужчин (47,30 %) и 9268 женщин (52,70 %).
Национальный состав
По данным переписи 2002 года, в национальной структуре населения русские составляли 55 %, греки — 33 %.
По итогам переписи населения 2010 года проживали следующие национальности (национальности менее 1 %, см. в сноске к строке «Другие»):
| Национальность | Численность | Процент |
| -------------- | ----------- | ------- |
| Русские        | 9384        | 53,36   |
| Греки          | 5424        | 30,84   |
| Армяне         | 1314        | 7,47    |
| Цыгане         | 450         | 2,56    |
| Другие         | 1013        | 5,76    |
| Итого          | 17 585      | 100,00  |

## Инфраструктура
- Три дома культуры.
- Библиотека. Открыта 22 ноября 1940 года как Суворовская зональная библиотека.
- Две детских библиотеки.
- Суворовская участковая больница — ул. Советская, 1.
- Ставропольский филиал Российского НИИ проблем мелиорации[22]
- Суворовские купальни (бани — бассейны с минеральной водой).
- Аптека.

## Образование
- Детский сад № 3. Открыт 16 мая 1947 года[23]
- Детский сад № 13 общеразвивающего вида с приоритетным осуществлением физического направления развития воспитанников[24]
- Детский сад № 15 общеразвивающего вида с приоритетным осуществлением физического направления развития воспитанников[25]
- Детский сад № 17 комбинированного вида[26]
- Средняя общеобразовательная школа № 2[27]
- Средняя общеобразовательная школа № 8[28]
- Основная общеобразовательная школа № 20[29]
- Средняя общеобразовательная школа № 24[30]
- Детская музыкальная школа № 1[31]

## Экономика
- МПМК, электросеть, газовый участок, коопзаготкорм, ТКООС, инкубатор, РСУ-4, консервный завод, пищепром, спиртзавод[32], предприятия «Возрождение», «Суворовский», «Химсад», «Феникс», «Фант», работают 65 индивидуальных частных предприятий.
- Сеть магазинов, служба быта, гостиница.

## Русская православная церковь
- Церковь святых мучениц Веры, Надежды, Любови и матери их Софии. Освящена в 1993 году. Сам же приход храма святых мучениц Веры, Надежды, Любови и матери их Софии станицы был создан в 1953 году, но не имел собственного помещения для проведения служб. Службы проводились в частных домах. В 1977 году приходом храма был приобретён молитвенный дом, рядом с которым и был сооружён нынешний храм. Святыни храма: икона Божией Матери «Иверская» и бумажная икона Святителя и чудотворца Николая — оставшиеся от разрушенного Казанского собора.
- Часовня Рождества Христова.
- Часовня Успения Божией Матери.
- Часовня Святого апостола Фомы. 2001 год.
- Часовня Святого великомученика и целителя Пантелеимона.
- Часовня Пророка Ильи.

## Люди, связанные со станицей
- Голощапов Алексей Сергеевич, участник Великой Отечественной войны, кавалер ордена Славы I и II степени.

## Спорт
- Футбольная команда «Олимп». Участница Первенства Ставропольского края по футболу[33].

## Памятники
- Могила председателя райисполкома Левчищина, погибшего от рук белобандитов[34]
- Братская могила советских воинов, погибших в борьбе с фашистами[35]
- Бюст В. И. Ленина. 1970 год[36]
- Памятник В. И. Ленину. 1970 год[37]
- Памятник Первоцелинникам, открыт в центре станицы в 2020 году. Внутри семиметрового серпа и молота помещен восстановленный трактор «Фордзон-Путиловец»[38].

## Кладбище
В 400 м от жилого дома № 37 по улице Мостовой расположено общественное открытое кладбище площадью 140 тыс. м².

## Археология и палеоантропология
У станицы находится Суворовский курганный могильник эпохи средней бронзы. При раскопках могильника 4200 — 4000 гг. до н. э. в Суворовской среди костей прочих животных найдено сравнительно высокое количество останков лошадей — 12 — 52 %. Близ Суворовской обнаружено энеолитическое погребение с отчётливыми признаками проведения хирургической операции по искусственной трепанации черепа человека.